# エドワード・ベラミー

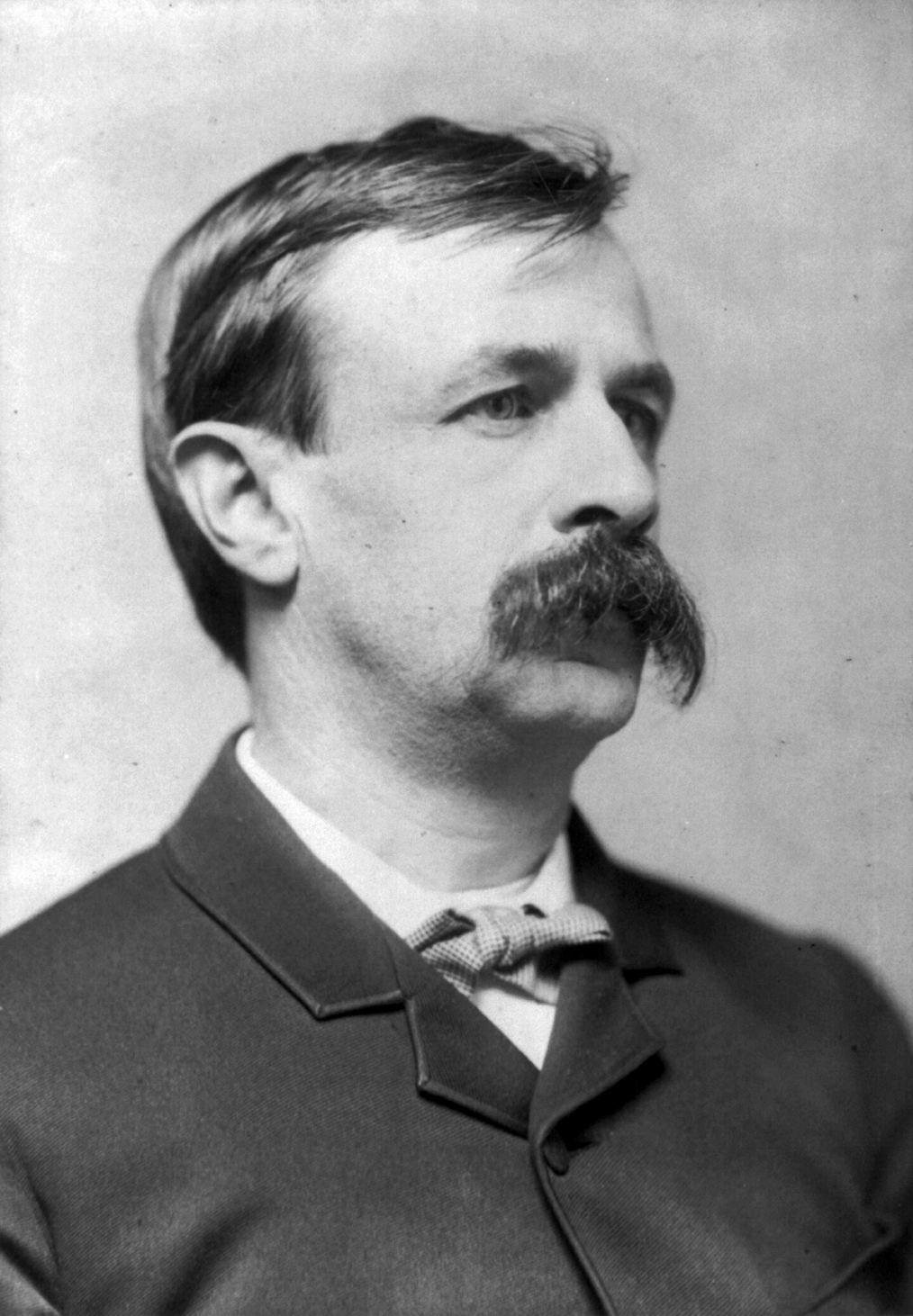
エドワード・ベラミー（1889年ごろの写真）

エドワード・ベラミー（Edward Bellamy、1850年3月26日 - 1898年5月22日）は、アメリカ合衆国の著作家、社会主義者である。西暦2000年を舞台にしたユートピア小説、『顧みれば』（"Looking Backward"）で有名。表記はベラミイとも。

## 経歴

### 若年期
エドワード・ベラミーはマサチューセッツ州チコピー・フォールズで生まれた。父のルーファス・キング・ベラミー（1816-1886）はバプテスト教会の牧師で、ジョゼフ・ベラミー（Joseph Bellamy）の子孫であった。母はマリア・ルイーザ・ベラミー（旧姓パットナム）というカルヴァン派の女性であった。その父ベンジャミン・パットナムも元はセイラムでバプティスト派の牧師をしていたが、フリーメイソンへの入会が問題となり聖職から退いた経歴を持つ。ベラミーにはフレドリックとチャールズという2人の兄がいた。ユニオン大学に進むが、卒業はしなかった。在学中、彼はシータ・カイ（Theta Chi）の地方支部であるデルタ・カッパ・イプシロン友愛会（Delta Kappa Epsilon fraternity）に所属した。彼は法律を学んだが、それを放棄してニューヨーク州やマサチューセッツ州スプリングフィールドの新聞社で短期間だけ働いた。ジャーナリズムから離れた後は文学に専念し、短編小説、長編小説の両分野で執筆を行なった。1882年、エマ・オーガスタ・サンダースン（Emma Augusta Sanderson）という女性と結婚。2人の子供を儲けた。
「忠誠の誓い」の文面の作者として有名なフランシス・ベラミー（Francis Bellamy）とは従兄弟の関係にある。
作品に"Dr. Heidenhoff's Process"(1880)、"Miss Ludington's Sister"(1885)、"The Duke of Stockbridge"(1900)、そしてユートピア物の『顧みれば』"Looking Backward: 2000—1887"（1888）、続編の"Equality"(1897)などがある。

### 作家として
ドイツの社会心理学者エーリヒ・フロムによると、『顧みれば』は「かつてアメリカで出版された最も注目すべき本の中の1冊」であり、『アンクル・トムの小屋』、『ベン・ハー』と並ぶ同時代の3大ベストセラーの一角でもある。この作品『顧みれば』では、1887年の上流階級男性が催眠術で眠りに落ち、社会主義的ユートピアが実現された2000年の社会を目の当たりにする。本作は数多くの知識人に影響を与え、当時のマルクス主義者が書いた書物の題名には"Looking Backward"の句が氾濫することになった。フロムいわく、「これは今までに刊行された本のうち、政治活動に本質的な影響を与えた数少ないものの一冊である」。「ベラミー・クラブ」を名乗る団体がアメリカの各地に雨後の筍のごとく設立され、『顧みれば』中のアイディアを議論、もしくは宣伝した。この政治的な動きはナショナリズムとして知られるようになった。ベラミーの小説はいくつかのユートピア的コミュニティーにも影響与えた。
『顧みれば』は、貨幣に完全に置き換わる支払い手段としての「Credit Card」というものを構想しており、20世紀になって登場したクレジットカードの機能的な先駆けをなすものと評価されている。（櫻井澄夫『さあ、2000年を過ぎたよベラミーさん』（上、中、下）
（『月刊消費者信用』叢談カードの世紀）、同氏『ベラミーの思想とその背景』（同誌）など）
彼の『顧みれば』はユニークではあったが、その思想は、先行する改革者・著作家のローレンス・グロンルンド（Laurence Gronlund）に負うところが大である。グロンルンドは1884年に"The Cooperative Commonwealth: An Exposition of Modern Socialism" という論文を発表している。
"Equality"(1897) に収録された短編"The Parable of the Water-Tank"は、アメリカ初期の社会主義者の間では有名でプロパガンダ用パンフレットとして幾度も版を重ねた。"Equality"は未来社会に順応したジュリアン・ウェストを描いたが、商業的にも文化的にも、前作『顧みれば』ほどの成功は得られなかった。
アメリカでは1889年から1900年にかけて数百のユートピア小説が出版されたが、その原因は『顧みれば』の人気による所もあった。
ベラミーは1898年5月22日に、子供時代を過ごしたチコピー・フォールズの家で、結核によって死亡した。48歳であった。

## 作品の日本語訳
- 『アメリカ古典文庫 7 エドワード・ベラミー』中里明彦訳、本間長世解説、研究社、1975年
  - 「かえりみれば」"Looking backward, 2000-1887"
  - 「ナショナリズムについて」"Talks on nationalism"
- 『顧みれば -2000年より1887年をかえりみる』山本政喜訳、岩波文庫、1953年